# Thomas D. Williams
Thomas D. Williams LC (* 2. Oktober 1962 in Pontiac (Michigan), USA) ist ein römisch-katholischer Moraltheologe und ehemaliger Ordensgeistlicher der Legionäre Christi.

## Leben
Thomas D. Williams wuchs in Bloomfield Hills, Michigan, auf und studierte Finanzwesen und Wirtschaftswissenschaften an der University of Michigan und war als Finanzanalyst tätig. 1985 trat er der Ordensgemeinschaft der Legionäre Christi bei und studierte Christliche Spiritualität an der Ordenshochschule in Cheshire. An der spanischen Universität Salamanca studierte er klassische Geisteswissenschaften sowie Alte und Moderne Sprachen. In Rom studierte er Philosophie und Theologie. Am 25. November 1994 empfing er die Priesterweihe in Mexiko-Stadt. Von 1994 bis 2000 war er Superior seines Ordens in Rom. 2000 schloss er sein Doktorat in Theologie mit einem DST und Auszeichnung summa cum laude am Athenaeum Regina Apostolorum ab.
2000 wurde Thomas D. Williams an die Päpstlichen Athenaeum Regina Apostolorum in Rom berufen und war Dekan der Universität. Seit 2007 hat der die Professur für Moraltheologie und Katholische Soziallehre inne und forscht zu den Themen der Würde und Menschenrechte sowie Moralvorstellungen und Christologie. Er hatte Gastprofessuren in Trujillo (Peru), Leggiuno (Italien), Caracas (Venezuela), Krakau (Polen) und Madrid (Spanien). Er forscht zudem am Saint Paul Center for Biblical Theology in Steubenville (Ohio) und ist Mitglied der Associazione teologica italiana sowie der Päpstlichen Akademie des hl. Thomas von Aquin.
2002 und 2003 war er theologischer Berater bei Mel Gibsons Spielfilm „Die Passion Christi“. Er war zwischen 2004 und 2007 Berater in Glaubensfragen und religiösen Analysen für NBC und MSNBC News. Zudem war er für Sky News tätig. Er kommentierte in diesen Nachrichtensendern den Tod von Johannes Paul II. und die Wahl von Benedikt XVI. zum Papst.
Er war Berater von Papst Benedikt XVI. bei dessen Apostolischen Reisen in die USA (2008) und das Heilige Land (2009). Im Jahr 2019 spielte er in dem Film Die zwei Päpste einen BBC-Reporter.
Im Jahr 2012 wurde bekannt, dass Thomas D. Williams ein Kind hat. Er ist jetzt verheiratet mit der Mutter seines Kindes und lebt in Rom.

## Schriften
- Building on Solid Ground: Authentic Values and How to Attain Them. Alba House 1995, ISBN 978-0-8189-0749-4.
- Who Is My Neighbor: Personalism And The Foundations Of Human Rights. Catholic University of America Press 2005, ISBN 978-0-8132-1391-0.
- Spiritual Progress: Becoming the Christian You Want to Be. FaithWords 2007, ISBN 978-0-446-58054-0.
- Knowing Right from Wrong: A Christian Guide to Conscience. FaithWords 2008, ISBN 978-0-446-58201-8.
- Greater Than You Think: A Theologian Answers the Atheists About God. FaithWords 2008, ISBN 978-0-446-51493-4; deutsch als: Gott ist größer als ihr glaubt: Antworten auf atheistische Argumente. Sankt Ulrich Verlag 2009, ISBN 3-86744-100-6.
- Can God Be Trusted? Finding Faith in Troubled Times. FaithWords 2009, ISBN 978-0-446-51500-9.